# Grumman F9F Panther
O Grumman F9F Panther foi uma aeronave de caça embarcado, a jato, projetado e produzido pela Grumman, dos Estados Unidos. Ela foi a primeira aeronave a jato à ser utilizada em combate pela Marinha dos Estados Unidos, também como foi o primeiro caça a jato da Grumman.
O desenvolvimento do Panther começou nos meses finais da Segunda Guerra Mundial para aproveitar da recente inovação (na época) que era o motor a reação. A Grumman projetou um caça diurno, monomotor e com asas retas, armado com canhões de 20 mm e podendo carregar uma variedade de munições ar-terra. As aeronaves de produção eram tipicamente propelidas por um único motor turbojato Allison J33 ou Pratt & Whitney J48-P-2. Em 21 de novembro de 1947, o protótipo fez seu primeiro voo, sendo propelida por um turbojato Rolls-Royce Nene, importado do Reino Unido. Durante o mês de setembro de 1949, o F9F foi certificado para pousos em porta-aviões.
O Panther foi utilizado extensamente pela Marinha dos Estados Unidos e pelo Corpo de Fuzileiros Navais dos Estados Unidos na Guerra da Coreia. Em 3 de julho de 1950, um F9F-3 marcou a primeira vitória da Marinha durante o conflito, abatendo um Yakovlev Yak-9. No teatro de operações coreano, pilotos de Panther reinvindicaram, cumulativamente, o abate de sete caças Mikoyan-Gurevich MiG-15. Durante o ano de 1956, o tipo foi retirado de serviço em linha de frente, porém, se manteve em empregos secundários, como treinamento e uso na reserva da marinha e do corpo de fuzileiros navais, até o ano de 1958. O Panther também foi a primeira aeronave a jato a ser utilizada no esquadrão acrobático da marinha, os Blue Angels, sendo voado de 1949 até o final de 1954. Futuros astronautas como John Glenn e Neil Armstrong, voaram o Panther extensivamente durante operações de combate na Coréia.
A Austrália ficou interessada na aeronave no final dos anos 40, o país optou pelo Gloster Meteor e o CAC Sabre. O único operador no exterior para o Panther foi a Argentina, onde foi a primeira aeronave a jato a ser operada pela Armada Argentina. O Panther foi operado, majoritariamente, em terra, uma vez que as catapultas do ARA Independencia não tinham força o suficiente para lançar o F9F rápido o suficiente. Vários Panthers participaram da Revolta da Armada Argentina de 1963, disparando contra forças do Exército Argentino, que foram acionadas para conter a revolta. Em 1969, a aeronave foi retirada de serviço na Argentina, devido a falta de peças de reposição.
A Grumman desenvolveu o desenho do F9F sob requisição da Marinha, produzindo o F-9 Cougar, que contava com asas enflechadas.

## Projeto e desenvolvimento

### Antecedentes

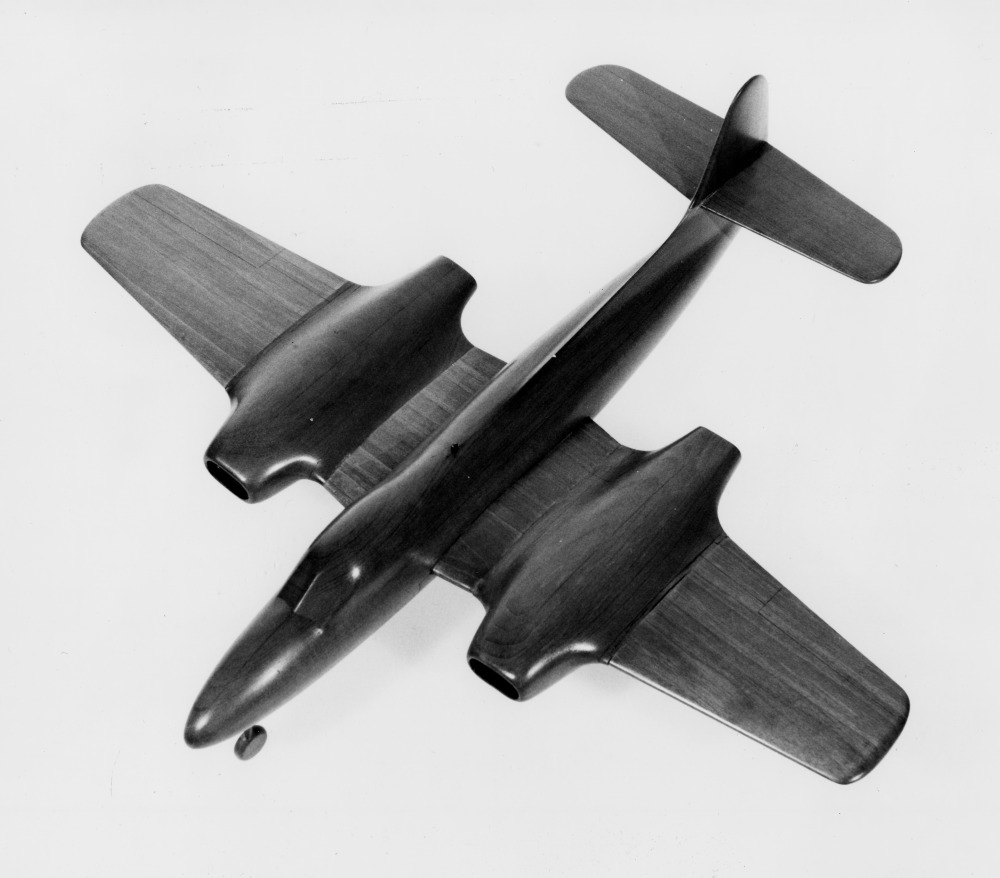
Mockup do Grumman G-75 (XF9F-1)

As origens do Panther vem desde estudos de desenvolvimento realizados pela Grumman em aviões a jato, perto do final da Segunda Guerra Mundial. A companhia queria capitalizar com a produção dos primeiros motores a reação viáveis e integrá-los em um novo desenho. Esse design, na qual era designado internamente como G-75, foi parte de uma licitação da Marinha dos Estados Unidos (USN) para um caça noturno a jato que pudesse ser embarcado em porta-aviões. Porém, em 3 de abril de 1946, foi anunciado que o Douglas F3D Skyknight havia sido selecionado na licitação. Em 11 de abril de 1946, Bureau of Aeronautics (BuAer) emitiu um contrato de desenvolvimento para a Grumman para produzir um par de protótipos do G-75, que seriam designados pela USN como XF9F-1, no caso do desenvolvimento do Skyknight encontrar problemas.
Pouco após, a Grumman reconheceu que o G-75 não contava com muito potencial para crescimento em seu desempenho. Nesse passo, a companhia já havia iniciado trabalhos em um desenho completamente diferente; um caça diurno, monomotor, designado internamente como G-79. Em uma manobra burocrática, a BuAer optou em não cancelar o desenvolvimento do G-75, mas por dentro do contrato o desenvolvimento do G-79. Esse design de caça diurno, se tornaria o Panther.
Na época, poucos motores americanos estavam disponíveis para uso, como o Allison J33 e o Westinghouse J34, nenhum deles sendo considerados confiáveis o suficiente. Sendo assim, a Marinha decidiu por especificar seus requerimentos com o Rolls-Royce Nene, na qual conta com 5.000 lbf (22 kN) de empuxo, mais do que os motores americanos na época. As aeronaves de produção seriam propelidas pelo motor Nene, mas em sua versão produzida sob licença, o Pratt & Whitney J42. Com a falta de espaço nas asas e fuselagem para prover combustível para o motor, os projetistas decidiram por adicionar tiptanks fixos nas pontas das asas, incidentalmente também, melhorando a taxa de giro da aeronave. As asas contavam com outra inovação, flapes de bordo de ataque, que geravam mais sustentação durante o pouso; freios aerodinâmicos estão presentes no dorso da fuselagem.

### Desenvolvimento

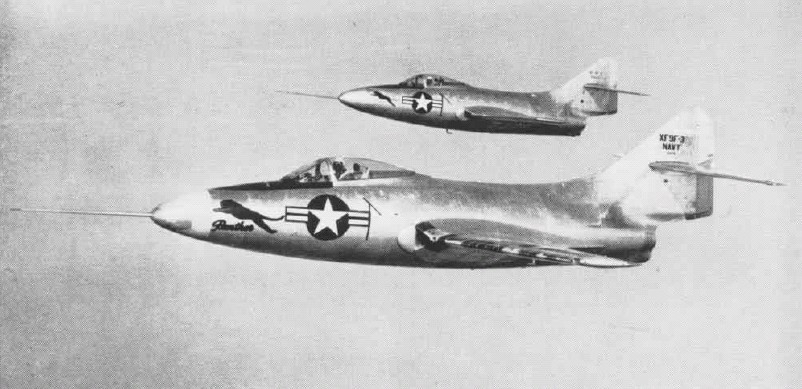
Protótipos do XF9F-3 (mais perto) e XF9F-2 (longe) em 1948

Em 21 de novembro de 1947, o protótipo do Panther fez seu primeiro voo, comandado pelo piloto de provas Corky Meyer. O segundo protótipo fez seu primeiro voo cinco dias depois. Problemas iniciais com a estabilidade direcional e longitudinal foram encontrados, porém, rapidamente retificados. Durante um pouso enganchado, feito em uma área de testes em terra, a seção traseira removível da aeronave se soltou, tendo sido feitas modificações para evitar que esse problema se repetisse.
Em maio de 1949, as provas embarcadas iniciaram. Em setembro de 1949, o F9F foi homologado para operações embarcadas. Durante a fase de desenvolvimento, a Grumman decidiu por trocar o motor do Panther, selecionando o Pratt & Whitney J48-P-2, uma variante construída sob licença do Rolls-Royce RB.44 Tay. O outro motor testado foi o Allison J33-A-16. O armamento contava com quatro canhões de 20mm, calibre esse que a USN já havia escolhido (ao contrário da USAAF/USAF, que continuou o uso das metralhadoras .50). Além disso, o Panther foi, eventualmente, armado com foguetes ar-superfície e cargas de até 910 kg (2.000 lb) de bombas.

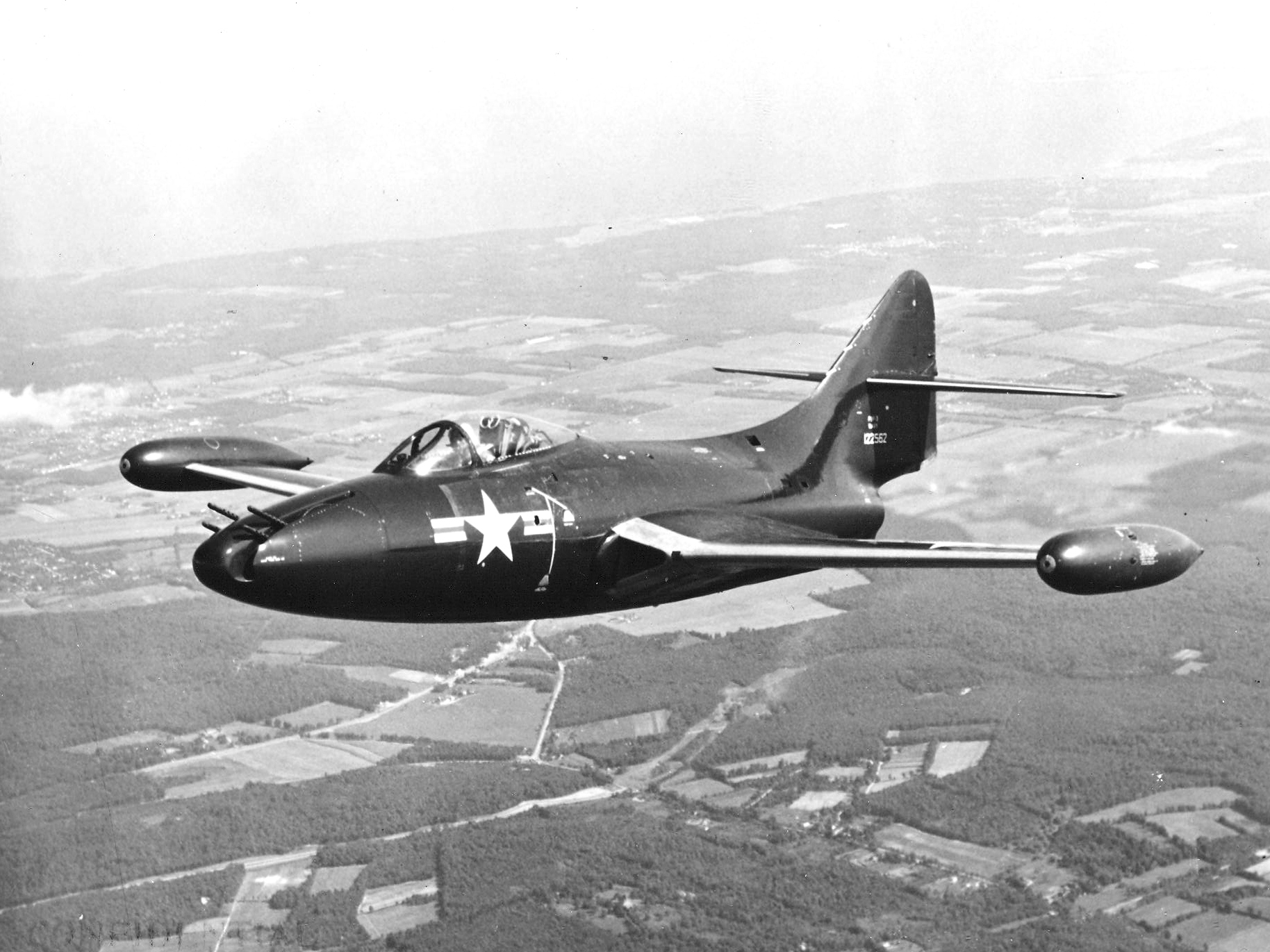
Um F9F-3 Panther com uma torre experimental Emerson, equipada com quatro metralhadoras .50, em 1950

De 1946 em diante, o interesse aumentou em desenvolver uma aeronave que contasse com o desenho enflechado das asas, bastante popular na época, além da preocupação de que o Panther fosse inferior aos MiGs que combatia na Coréia. A Grumman, nesse ínterim, iniciou um projeto de conversão do Panther, nomeado inicialmente como Design 93, vindo a se tornar o F9F Cougar, que manteve o número de designação do Panther. O desenvolvimento do Panther continuou durante seu serviço ativo, sendo focado em melhorias em sua motorização, expansão da capacidade de combustível e uso de munições alternativas.
Em 1949, o Panther foi considerado pelo governo australiano como um possível substituto para o Mustang Mk.23 e o de Havilland Vampire operados pela Real Força Aérea Australiana (RAAF). Os outros modelos considerados inicialmente na licitação australiana foram o CAC CA-23, um projeto australiano de um caça all-weather (todo tempo) bimotor, e o Hawker P.1081. Porém, em meados dos anos 50, os Mustangs da RAAF em ação da Coréia, se viram muito vulneráveis a ataques dos MiG-15. O caça "tampão" que foi conseguido na época foi o Gloster Meteor F Mk.8, sendo operado pela RAAF em 1951. Após o desempenho abaixo do esperado contra os MiGs, o Meteor foi substituído em 1954 pela CAC Sabre, uma variante produzida sob licença e modificada do F-86 Sabre.

## Histórico Operacional

### Marinha dos Estados Unidos

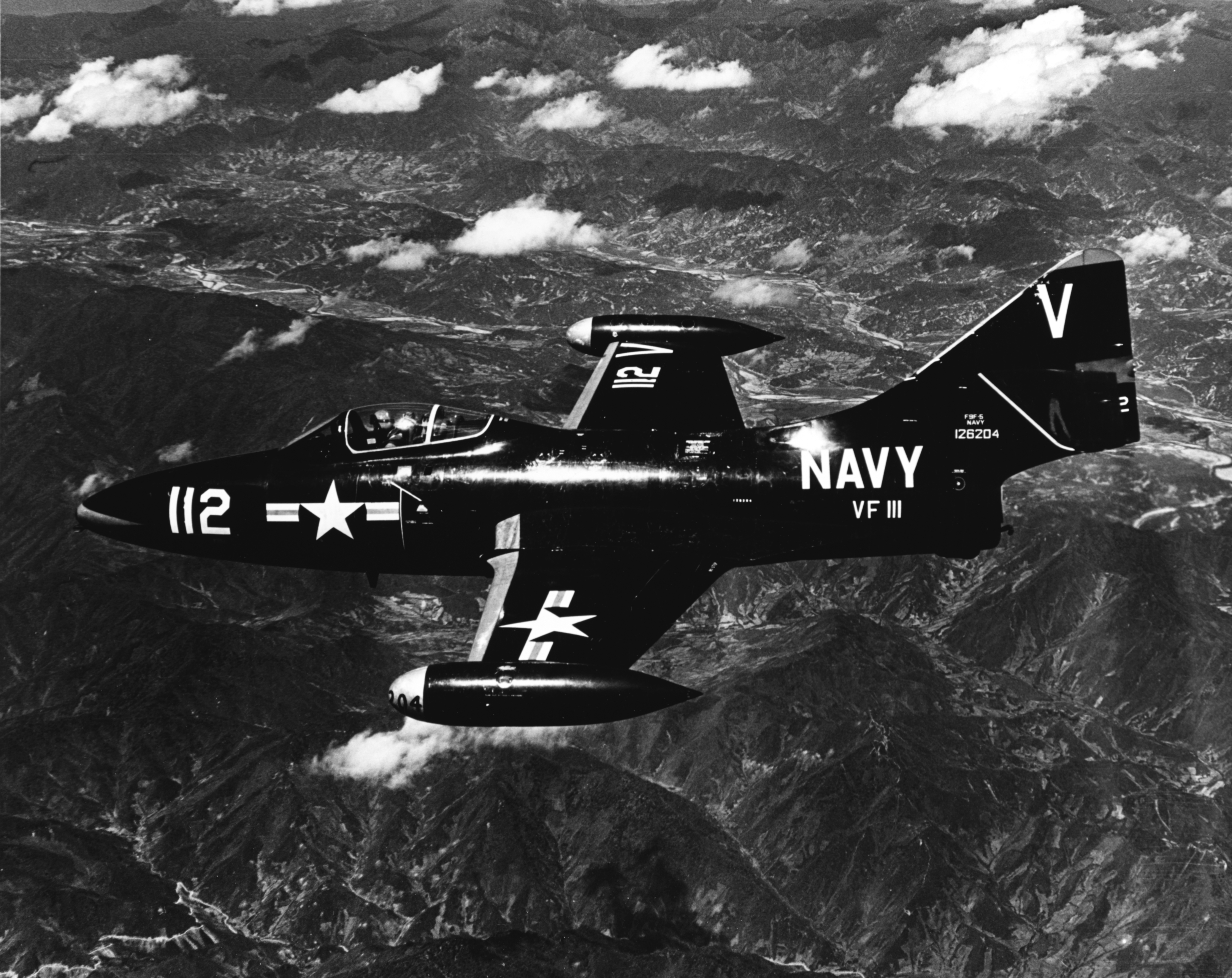
Um F9F-5 Panther do VF-111 sobre a Coréia, em junho de 1953

O Panther foi caça a jato primário, além de aeronave de ataque, para a Marinha dos Estados Unidos (USN) e Corpo de Fuzileiros Navais dos Estados Unidos (USMC) durante a Guerra da Coréia. Ele foi o caça a jato mais utilizado pela USN no conflito, voando 78.000 sortidas. O F9F-2, F9F-3 e F9F-5, sendo usados como uma aeronave de ataque, se provaram bastante robustos, capazes de aguentar grande quantidade de fogo anti aéreo. Os pilotos apreciavam a cabine de comando, que contava com ar-condicionado.
Em 3 de julho de 1950, o Tenente Leonard H. Plog, do VF-51, marcou a primeira vitória aérea da USN na guerra, abatendo um Yak-9 com um F9F-3. Apesar da baixa velocidade, pilotos do Panther reivindicaram sete vitórias contra caças MiG-15, com a perda de dois F9F. O primeiro MiG-15 foi abatido por um F9F-2B Panther em 9 de novembro de 1950, aos comandos do Tenente-Comandante William "Bill" Amen, do VF-111, durante um ataque das forças da ONU nas pontes de Sinŭiju, no Rio Yalu. Outros dois MiG-15 foram abatidos em 18 de novembro de 1950.
Em 18 de novembro de 1952, o navio-aeródromo americano USS Oriskany operava no Mar do Japão em conjunto com outros três navios aeródromos, conduzindo ataques aéreos contra a cidade norte-coreana de Hoeryŏng. O grupo tarefa lançou quatro F9F para uma patrulha de combate perto da fronteira entre a Coréia do Norte e a China. O líder da esquadrilha sofreu problemas mecânicos e voltou ao navio, junto de seu ala, o Ten. Royce Williams, do VF-781 e outro ala continuando a missão. Eles identificaram sete MiG da Aviação Naval Soviética avançando contra o grupo tarefa, vindo de território soviético. Os comandantes do grupo tarefa ordenaram que os F9F se posicionassem entre os MiG e os navios.
Durante essa manobra, quatro MiG-15 soviéticos abriram fogo contra a formação de F9F, apesar de ambos os países não se encontrarem em guerra. Williams disparou contra o MiG posicionado atrás, fazendo o mesmo sair da formação e ser perseguido pelo ala de Williams. O que se seguiu foi um combate aéreo de 35 minutos entre Williams e os seis MiG restantes. Apesar do MiG-15 ser uma aeronave mais capaz, Williams conseguiu abater três dos caças. Ele declarou que todos os pilotos no combate estavam fazendo o que foram treinados, porém, os pilotos soviéticos estavam cometendo mais erros. Enquanto voltava para o navio, Williams já havia gasto toda sua munição, porém, restava um MiG que o perseguia. O reaparecimento de seu ala fez este MiG fugir. Naquele momento, o Panther de Williams estava danificado ao ponto de não conseguir utilizar seu leme, tendo o USS Oriskany que se alinhar com o eixo da aeronave para possibilitar seu pouso. Após pousar, foi constatado que seu F9F havia sido atingido 263 vezes por disparos dos canhões dos MiG e fragmentos, tendo perda total em sua célula. A aeronave foi lançada ao mar logo após.
O combate é desconhecido do público geral por dois motivos: Os Estados Unidos temia que a publicação desse incidente pudesse gerar atritos maiores com a União Soviética. Outro motivo foi o envolvimento da Agência de Segurança Nacional (NSA) (na qual a existência, na época, era secreta) no planejamento da missão; os MiG foram interceptados como resultados de trabalho de inteligência provido pela NSA. Os quatro MiG abatidos eram pilotados por aviadores navais soviéticos. Fontes russas confirmaram o relato de Williams depois de 40 anos, afirmando que os pilotos perdidos na missão eram os Capitães Belyakov e Vandalov; e os Tenentes Pakhomkin e Tarshinov.
Com a progressão do conflito, os Panthers foram relegados a missões de ataque. Os ataques contra a defesa antiaérea inimiga eram comumente conduzidos. Essa era uma espécie de missão bastante arriscada, com numerosos Panthers sendo danificados ou perdidos contra as baterias antiaéreas que estavam atacando. Além disso, o risco gerado por esses sistemas aumentava significativamente com o tempo, uma vez que novos sistemas antiaéreos eram supridos para a forças norte-coreanas. Os F9F também cumpriam rotineiramente missões de reconhecimento tático sob território norte-coreano. Começando em 1952, o Panther foi gradativamente substituído pelo F-9 Cougar no teatro de operações.
O futuro astronauta Neil Armstrong voou o F9F de modo extensivo durante o conflito, tendo ejetado de um Panther quando a aeronave atingiu um cabo estirado em um vale em 1951. John Glenn, que também seria astronauta no futuro e o jogador de beisebol do Boston Red Sox Ted Williams, também voaram o Panther como pilotos do Corpo de Fuzileiros Navais.

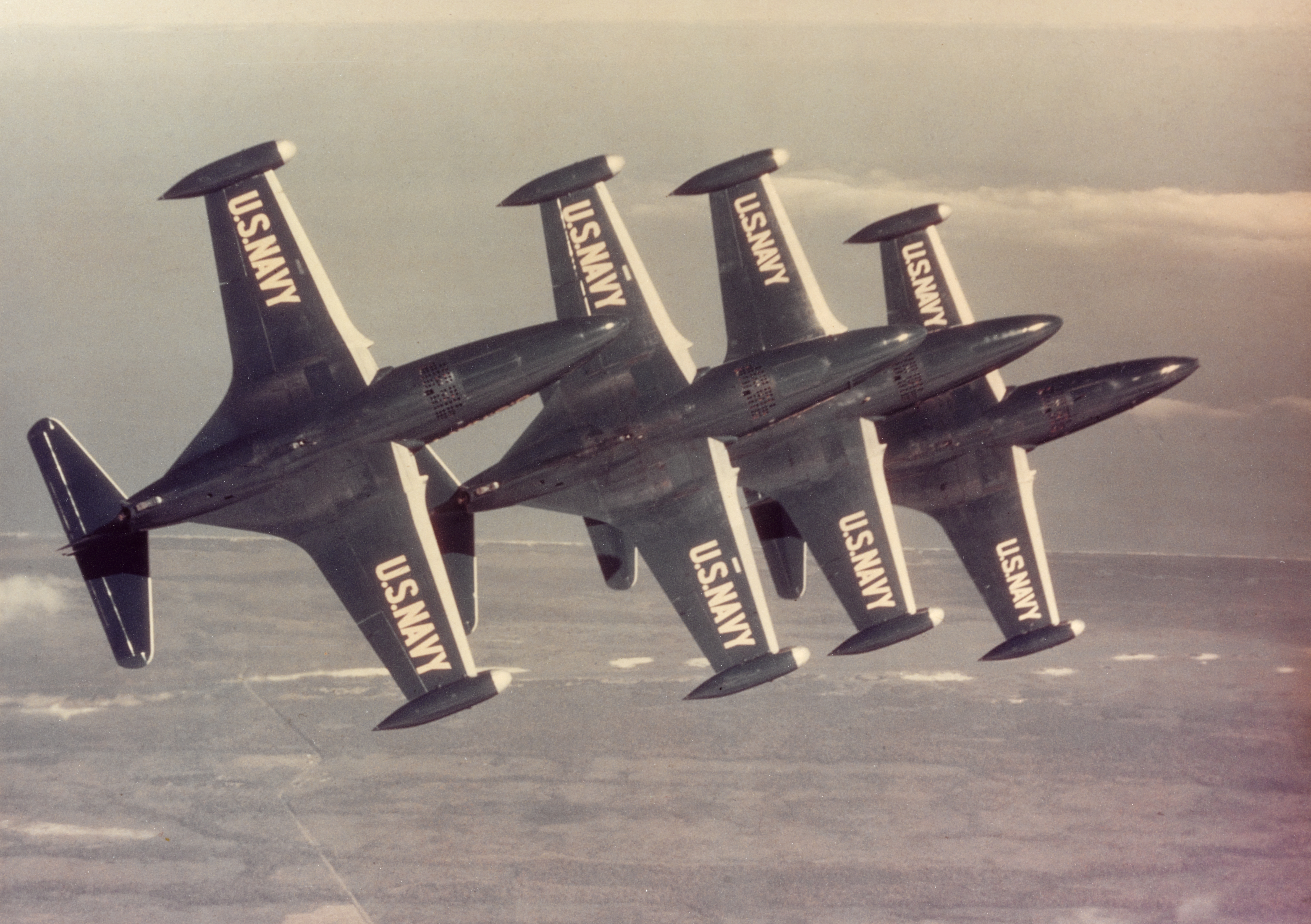
F9F-5 Panther dos Blue Angels, em 1952

Em 1956, o Panther foi retirado do serviço de combate, sendo substituído por novas aeronaves de combate da época. Porém, o tipo se manteve ativo em empregos secundários, como treinamento e na reserva na Marinha e do Corpo de Fuzileiros Navais, ficando ali até 1958. Os Blue Angels, a equipe acrobática da USN, utilizou o Panther por quatro anos, iniciando em 1951, sendo a primeira aeronave a jato dos Blue Angels. Alguns Panthers continuaram servindo na força até os anos 60. Desde setembro de 1962, os Panthers restantes foram designados como F-9, como parte do novo sistema de designação conjunto das forças armadas dos Estados Unidos.

### Argentina
O único operador estrangeiro do Panther foi a Argentina, que adquiriu ao final de 1957, 28 F9F-2B, ex-Marinha dos Estados Unidos, para substituir F4U Corsair da Armada Argentina. As primeiras 10 unidades chegaram a bordo do navio de transporte ARA Bahía Buen Suceso em agosto de 1958. Outras oito unidades foram adquiridas como células logísticas, para uso de peças de reposição. O primeiro voo do Panther nas cores da Armada aconteceu em dezembro de 1958, com a última unidade, o 3-A-101, entrando em serviço em 1961. As aeronaves foram, primariamente, operados pelo 2ª Esquadra Aeronaval, sendo transferidos para a 3ª Esquadra Aeronaval em 1960.

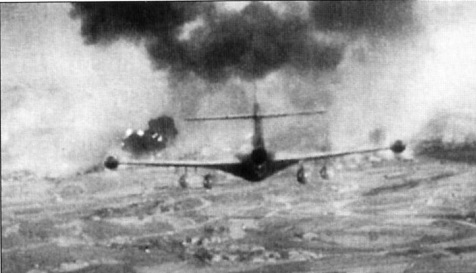
Um Panther da Armada Argentina, durante a Revolta da Armada em 1963.

As catapultas do único navio-aeródromo argentino, o ARA Independencia, não tinha potência o suficiente para lançar o Panther, impossibilitando operações embarcadas. Porém, em julho de 1963, um Panther, de matricula 3-A-119, chegou a pousar no ARA Independencia, como parte de uma campanha de provas, porém, sendo descarregado em um guindaste.
Os F9F-2B Panther estiveram em combate na Revolta da Armada Argentina de 1963. Várias aeronaves, comandada por rebeldes, fizeram tiros de bombardeio e metralhadora contra colunas do 8º Regimento Cavalaria de Tanques (RC-8) do Exército Argentino, nos quais avançavam contra a Base Aeronaval de Punta Índio. Esse ataque veio a destruir vários tanques M4 Sherman, com a perda de um F9F, por fogo antiaéreo. Durante os combates, a Força Aérea Argentina atacou Punta Índio, destruindo quatro Panthers. Até o fim do conflito, seis F9F foram perdidos, com outro danificado a ponto de perda total.
Os Panthers Argentinos foram envolvidos na mobilização geral durante o Incidente da Laguna del Desierto, em 1965, sendo baseados em Rio Gallegos, não havendo combates aéreos entre forças argentinas e chilenas. O desgaste e antiguidade das células levaram a baixa do Panther de serviço em 1968, sendo substituídos pelo Aermacchi MB.326GB, tendo seu último voo em 3 de março de 1970.

## Variantes
- XF9F-2: Protótipos. Duas unidades produzidas;
- F9F-2: Primeira variante de produção, propelido com um motor Pratt & Whitney J42. 567 unidades produzidas;
  - F9F-2B: Variante equipada com hardpoints para bombas e casulos de foguetes; Todos os F9F-2 foram convertidos para essa versão, tendo essa designação desativada após o fim das conversão;
  - F9F-2P: Variante de reconhecimento fotográfico desarmado, utilizado no teatro de operações da Coréia. 36 unidades produzidas;
- XF9F-3: Protótipo para a variante F9F-3. Uma unidade produzida;
- F9F-3: Segunda variante de produção, equipado com um motor Allison J33 (convertidos com o J42, logo após). 54 unidades produzidas; Redesignado como F-9B em 1962;
- XF9F-4: Protótipo para a variante F9F-4. Duas unidades produzidas;
- F9F-4: Terceira variante de produção, com fuselagem mais longa, maior capacidade de combustível e motor J33 (convertido com o J42, logo após).[2] 109 unidades encomendadas, completadas como F9F-5; Redesignado como F-9C em 1962;
- F9F-5: Variante do F9F-4, propelido com um motor Pratt & Whitney J48. 616 unidades produzidas; Redesignado como F-9D em 1962;
  - F9F-5P: Variante de reconhecimento fotográfico desarmado, equipado com nariz modificado. 36 unidades produzidas;[3] Redesignado como RF-9D em 1962;
  - F9F-5K: Conversão do F9F-5 como alvo aéreo após sua retirada de serviço ativo. Redesignado como QF-9D em 1962;
  - F9F-5KD: Conversão do F9F-5 como aeronave diretora de alvos aéreos. Redesignado como DF-9E em 1962;

## Operadores
- Argentina - Armada Argentina
- Estados Unidos
  - Marinha dos Estados Unidos
  - Corpo de Fuzileiros Navais dos Estados Unidos

## Especificações (F9F-5 Panther)
Dados: United States Navy Aircraft since 1911

### Características Gerais
- Tripulação: 1
- Comprimento: 11.84 m (38 ft 10 in)
- Envergadura: 11.58 m (38 ft 0 in)
- Altura: 3.73 m (12 ft 3 in)
- Área Alar: 23 m² (250 sq ft)
- Peso Vazio: 4,603 kg (10,147 lb)
- Peso Carregado: 8,492 kg (18,721 lb)
- Motor: 1x Turbojato Pratt & Whitney J48-P-6A, com 6,250 lbf (27.8 kN) de empuxo

### Desempenho
- Velocidade Máxima: 932 km/h (503 kn) a 1.500 m (5,000 ft)
- Velocidade de Cruzeiro: 774 km/h (418 kn)
- Alcance: 2,100 km (1,100 nmi)
- Teto de serviço: 13,000 m (42,800 ft)
- Taxa de subida: 25.9 m/s (5,090 ft/min)

### Armamento
- Canhão: 4x AN/M3 de 20mm. 760 disparos no total
- Hardpoint: Oito, com capacidade de carregar 1,572 kg (3,465 lb)